# Nordwestterritorium

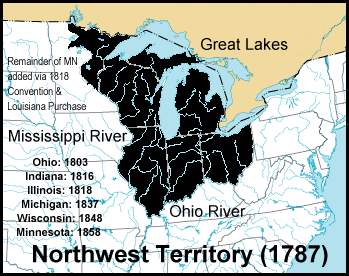
Karte des Nordwest-Territoriums

Das Nordwest-Territorium, auch Territorium nördlich des Ohio Rivers, war ein von 1787 bis 1803 bestehendes historisches Hoheitsgebiet der Vereinigten Staaten von ursprünglich etwa 630.000 km² Größe (zum Vergleich: Deutschland hat 357.000 km²), das nördlich des Ohio und westlich von Pennsylvania lag.
Als das Nordwest-Territorium eingerichtet wurde, lag die Westgrenze der USA am Mississippi.
Das Nordwest-Territorium wurde am 14. Juli 1787 vom Kontinentalkongress mit der Northwest Ordinance (Nordwest-Verordnung) gesetzlich festgelegt und am 7. August 1789 vom Kongress der Vereinigten Staaten mit kleinen Änderungen bestätigt. In der Verordnung wurde die Verwaltung geregelt und die Aufnahme in die Union vorbereitet.  Damit übergaben die 13 Bundesstaaten an der Ostküste, vor allem Massachusetts, Connecticut und Virginia, die bisher überlappende Ansprüche westlich der Appalachen erhoben hatten, die Hoheit über ein Gebiet nordwestlich des Ohio an die Bundesregierung. Das Gesetz sah unter anderem vor, dass aus dem Territorium Bundesstaaten gebildet werden sollten, sobald bestimmte Voraussetzungen, vor allem zur Bevölkerungszahl, erfüllt waren, und ordnete die Einrichtung von öffentlichen Schulsystemen an. Außerdem wurde die Sklaverei in dem Gebiet für alle Zeiten verboten.
Aus dem Nordwest-Territorium entstanden später die Bundesstaaten Ohio, Indiana, Illinois, Michigan und Wisconsin sowie der östlich des Mississippis liegende  Teil von Minnesota.

## Geschichte
Im 17. Jahrhundert betraten mit französischen Pelzhändlern erstmals Europäer das Gebiet. Vom französischen Entdecker Jean Nicolet gibt es die ersten Aufzeichnungen, als er im Jahr 1634 in das Nordwestterritorium kam. Die Franzosen errichteten weit auseinanderliegende Handelsposten, um das riesige Gebiet zu kontrollieren. Nach dem verlorenen Franzosen- und Indianerkrieg musste Frankreich 1763 im Vertrag von Paris das Territorium an Großbritannien abtreten.

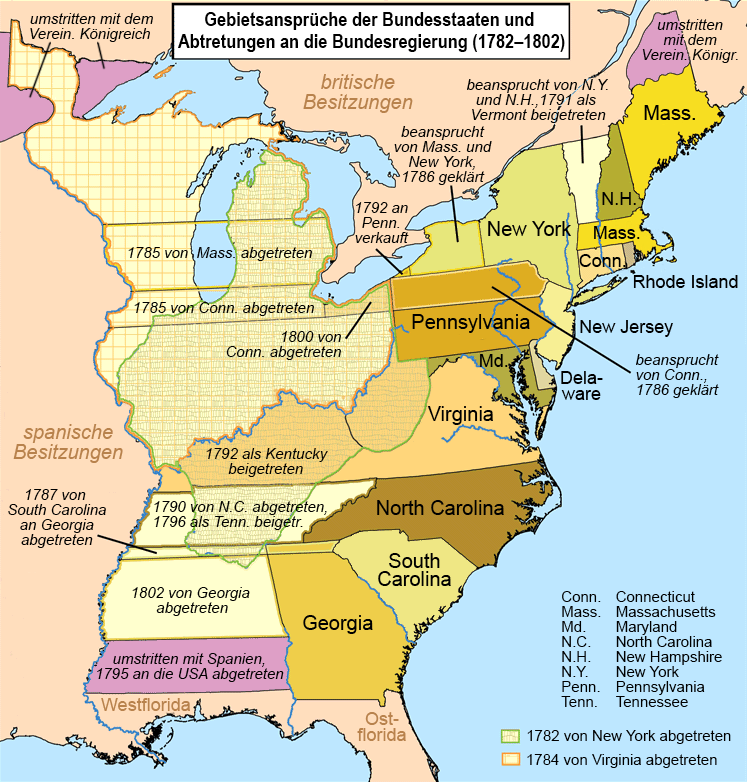
Landabtretungen, durch die das Nordwestterritorium gebildet werden konnte

Das Gebiet war in dieser Zeit relativ dicht von Indianerstämmen besiedelt, die der weißen Expansion erbitterten Widerstand leisteten. Deshalb erließen die Briten 1763 eine Proklamation, in der die europäische Besiedlung westlich der Appalachen verboten wurde, um die Indianer zu besänftigen. Diese Proklamation verursachte große Unruhe unter der weißen Bevölkerung und gehörte zu den auslösenden Faktoren des Amerikanischen Unabhängigkeitskrieges. Am Ende dieses Krieges trat Großbritannien das Gebiet nördlich des Ohio Rivers und westlich der Appalachen mit dem Vertrag von Paris im Jahr 1783 an die Vereinigten Staaten ab. Trotz der förmlichen Übergabe blieben jedoch britische Truppen in der Gegend zurück. Im Jay-Vertrag von 1795 wurde vereinbart, dass britische Untertanen das Gebiet zu verlassen hätten, aber dies wurde nie vollständig durchgesetzt. Erst nach dem Krieg von 1812 erreichten die Amerikaner die völlige Souveränität über das Territorium.
Mehrere Staaten (Virginia, Massachusetts, New York und Connecticut) hatten Besitzansprüche in dem Territorium. Andere Staaten, wie Maryland, verweigerten die Ratifizierung der Verfassungsartikel, solange die anderen Staaten ihre westlichen Gebiete behalten durften. Sie fürchteten, dass diese Staaten zu stark wachsen könnten und das Gleichgewicht der Kräfte innerhalb der Union gestört würde. Um die Ratifizierung zu ermöglichen, übergaben die genannten Staaten ihre Besitzansprüche an die Bundesregierung: New York 1780, Virginia 1784, Massachusetts und Connecticut 1784. Damit ging fast das gesamte Nordwestterritorium in den Besitz der Bundesregierung über. Nur Virginia und Connecticut behielten etwas Land, das sie an Kriegs-Veteranen als Entschädigung verteilen konnten: Den Virginia Military District (17.000 km²) und das Connecticut Western Reserve (12.000 km²).
Mit der Landverordnung von 1785 wurde ein standardisiertes System geschaffen, mit dem man das Gebiet vermessen und in verkaufbare Grundstücke aufteilen konnte. Eine Ausnahme bildete Ohio, das nach verschiedenen Methoden aufgeteilt wurde und damit einen Flickenteppich in der Grundstücksaufteilung darstellt. Der Rest des Territoriums wurde in quadratische Verwaltungsbezirke namens Township und Sektionen (eine Meile mal eine Meile) aufgeteilt, die den Landverkauf und die Weiterentwicklung erleichterten.

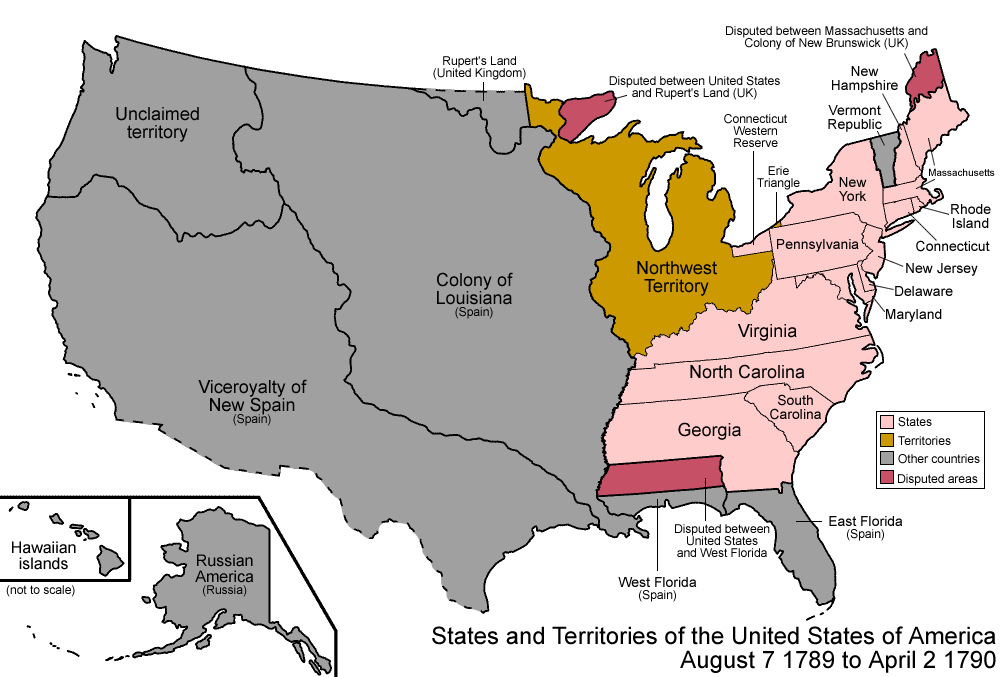
Karte der Vereinigten Staaten zwischen 1789 und 1790

Es gab zunächst große Probleme mit den Indianern und den britischen Außenposten, die die amerikanische Expansion behinderten, bis sie vom amerikanischen General Anthony Wayne 1794 in der Schlacht von Fallen Timbers besiegt wurden und der Vertrag von Greenville 1795 den Frieden besiegelte. Der Jay-Vertrag von 1794 verbesserte zeitweise die Beziehungen zu den britischen Händlern in der Region, denn in den 1780er Jahren gab es mehr Briten und Franzosen als Amerikaner im Nordwestterritorium. Erneute Konflikte zwischen beiden Gruppen waren ein Auslöser für den Krieg von 1812. Im Vertrag von Gent im Jahr 1814 trat Großbritannien unwiderruflich seine Ansprüche auf das Nordwestterritorium an die Vereinigten Staaten ab.
Bei der Gründung des Territoriums lebten dort etwa 45.000 Indianer und 2.000 Pelzhändler, zumeist Briten und Franzosen. Am 7. April 1788 wurde bei Marietta die erste US-amerikanische Siedlung unter dem neuen Rechtsstatus angelegt. Arthur St. Clair wurde erster Gouverneur des Territoriums und bildete am 15. Juli 1788 eine Regierung in Marietta. Am 4. Juli 1800 wurde das Indiana-Territorium aus dem größeren, westlichen Teil des Nordwestterritoriums geschaffen; das verbleibende Gebiet wurde am 1. März 1803 als US-Bundesstaat Ohio anerkannt, was die 16-jährige Existenz des Nordwestterritoriums beendete.

## Gesetzgebung und Regierung

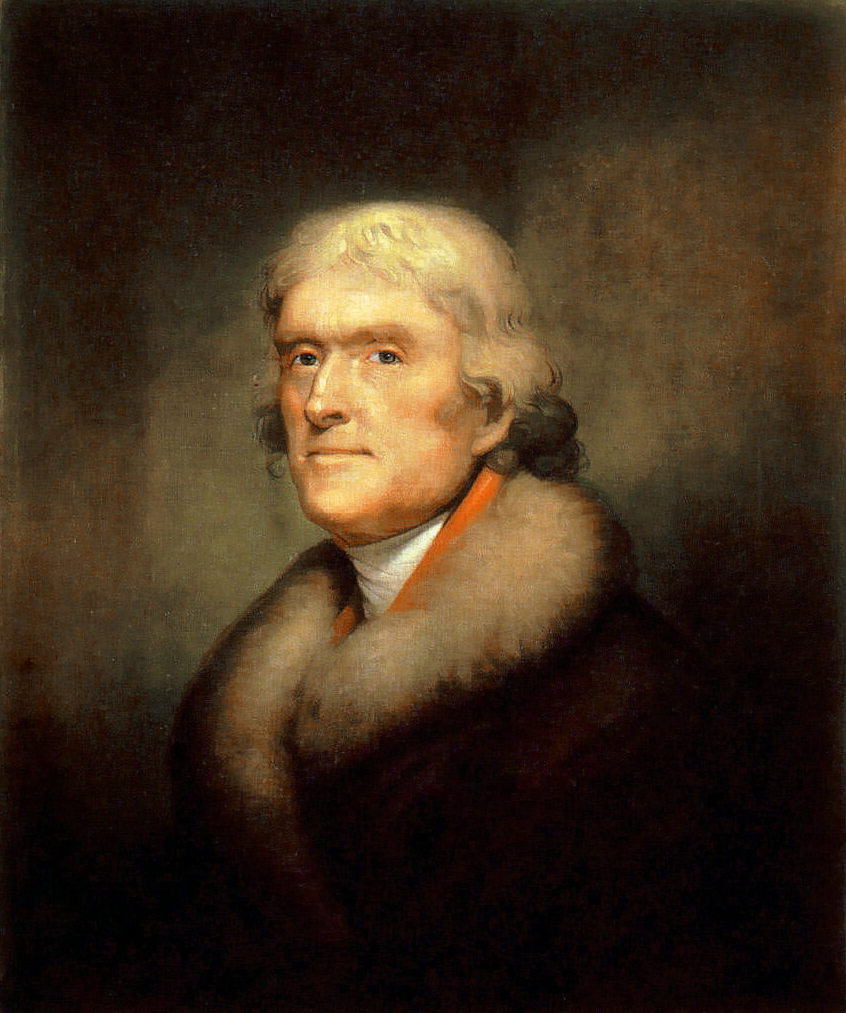
Thomas Jefferson; Gemälde von Rembrandt Peale (1805)

Zunächst herrschte im Territorium eine modifizierte Form von Kriegsrecht. Der Gouverneur war zugleich der Oberbefehlshaber der Armee und verkörperte sowohl die Legislative als auch die Exekutive, wobei er in der Gesetzgebung den Obersten Gerichtshof zur Seite hatte. Sobald die Bevölkerungszahl ausreichend angewachsen war, wurden County-Regierungen eingesetzt, die lokale Verwaltungs- und Justizfunktionen übernahmen. Die erste Regierung bekam 1788 das Washington County mit Sitz in Marietta, dann folgte 1790 Hamilton County mit Sitz in Cincinnati.
Im Jahre 1798 erreichte die Zahl der neuen Bürger 5.000; damit konnten nun eine territoriale Gesetzgebung und, wie in der Northwest Ordinance festgelegt, eine Regierung gebildet werden. Die gesetzgebende Körperschaft bestand aus dem Repräsentantenhaus und der Ratsversammlung. Das erste Haus hatte 22 Repräsentanten, je zwei aus einem County. Das Haus nominierte daraufhin zehn Bürger als Mitglieder der Ratsversammlung. Diese Vorschläge wurden dem US-Kongress vorgelegt, der fünf davon für die Ratsversammlung ernannte. Damit war die  gesetzgebende Körperschaft gebildet, wobei der Gouverneur ein Vetorecht behielt.
Das von Thomas Jefferson entwickelte System der Landesvermessung wurde zuerst 1785 im Nordwestterritorium angewandt. Die quadratische Aufteilung des Landes wurde zum Kennzeichen im Mittleren Westen, durch das Sektionen, Gemeinden, Countys und Staaten systematisch geplant werden konnten.
1798 konnte das Territorium erstmals einen nicht stimmberechtigten Delegierten in den US-Kongress schicken, der von der Ratsversammlung gewählt wurde. Die Delegierten waren:
- 1799–1800 William Henry Harrison
- 1800–1801 William McMillan
- 1801–1803 Paul Fearing